# أندريه ألين
أندريه ألين هو محامي وقاضي بلجيكي، ولد في 25 سبتمبر 1950.